# Casadessús (la Nou de Berguedà)
Casadessús és una masia del municipi de la Nou de Berguedà (Berguedà) inclosa en l'Inventari del Patrimoni Arquitectònic de Catalunya.

## Descripció
Masia de planta basilical, amb el carener perpendicular a la façana i la coberta a doble vessant. La masia està orientada a migdia i presenta dos cossos ben separats, la part vella de la casa i l'ampliació del segle xviii a migdia, corresponent a l'obertura de l'eixida en forma d'àmplia balconada als dos primers pisos i d'unes golfes també obertes. Són interessants també a Casadesús les dependències que acompanyen la casa, sobretot l'ampli graner amb arc de mig punt. La masia té un aparell força irregular sobretot pel que fa a la part més antiga. És una de les característiques de les masies de l'Alt Berguedà, la pobresa de la pedra i la seva irregularitat.

## Història
Casadesús és una de les masies més antigues de la Nou. Baltazar Casadesús s'esmenta ja com a cap de la casa en el Fogatge de l'any 1553, dins del terme de la Nou. L'ampliació de la casa correspon però al segle xviii. Posteriorment la casa restà deshabitada pels propietaris i en tenien cura els masovers.